# Radegast (gud)
Radegast, även Radogost, var eldens gud hos de Obotritiska polabiska slaverna.
Han nämns som en av de Obotritiska polabiska slavernas tre huvudsakliga gudar jämsides med Prone och Živa, och hade ett tempel i Rethra. 
Namnet Radogost består av två ord: rad – vänlig, och gostь – gäst, som även kan tyda på att han sågs som gästernas beskyddare. Han var troligen den lokala varianten av Svarozjitj.